# Nissoria
Nissoria ist eine Stadt im Freien Gemeindekonsortium Enna in der Region Sizilien in Italien mit 2833 Einwohnern (Stand 31. Dezember 2023).

## Lage und Daten
Nissoria liegt 30 km nordöstlich von Enna.  Die Einwohner arbeiten hauptsächlich im Handwerk und in der Landwirtschaft.
Die Gemeinde liegt im Geopark Rocca di Cerere.
Die Nachbargemeinden sind Agira, Assoro, Gagliano Castelferrato, Leonforte und Nicosia.

## Geschichte
Der Ort wurde im 18. Jahrhundert gegründet.

## Sehenswürdigkeiten
- Pfarrkirche San Giuseppe mit einem Bild der Schöpfungsgeschichte